# Hayden Rorke
Hayden Rorke (* 23. Oktober 1910 in Brooklyn; † 19. August 1987 in Toluca Lake, Kalifornien; eigentlich William Henry Rorke) war ein US-amerikanischer Schauspieler. Bekannt wurde er vor allem durch die Rolle des Dr. Bellows in der Sitcom Bezaubernde Jeannie.

## Leben und Karriere

### Theater
William Henry Rorke absolvierte seine Schauspielausbildung an der New Yorker American Academy of Dramatic Arts und fand Anfang der 1930er Jahre ein erstes Bühnenengagement bei Walter Hampdens Theatrical Company. Den Künstlernamen Hayden wählte er nach dem Geburtsnamen seiner Mutter, der Schauspielerin Margaret Rorke (1884–1969). Im Jahr 1932 gab er mit dem Theaterstück If Both Had Missed sein Debüt am Broadway. Im Laufe seiner Karriere wirkte er dort in über 70 Produktionen mit.

### Film
Rorke, der zu diesem Zeitpunkt seinen Kriegsdienst in der US Army leistete, gab 1943 unter der Regie von Michael Curtiz sein Spielfilmdebüt in dem Musical This Is the Army. Es folgten zahllose größere und kleinere Rollen in Kinofilmen und Fernsehproduktionen. Rorke spielte zumeist positive, zuverlässige Charaktere, die bisweilen ohne eigene Schuld in Schwierigkeiten geraten oder durch widrige Umstände und Missverständnisse an den Rand eines Nervenzusammenbruchs getrieben werden.
Dabei wirkte er neben zahllosen Größen Hollywoods in Filmen der unterschiedlichsten Genres mit. Er spielte neben Glenn Ford in dem Western Der Berg des Schreckens, neben Errol Flynn in dem Abenteuerfilm Kim – Geheimdienst in Indien, neben Gene Kelly in dem Musical Ein Amerikaner in Paris, neben Henry Fonda in der Tragikomödie Sommer der Erwartung, in dem Science-Fiction-Film Der jüngste Tag, neben Burt Lancaster in dem Kriegsfilm Flucht aus Shanghai, als vermeintlicher Untoter neben Robert Taylor in dem Thriller Er kam nur nachts (nach Robert Bloch), neben Richard Burton in dem Monumentalfilm Das Gewand, neben Spencer Tracy und Elizabeth Taylor in der Komödie Ein Geschenk des Himmels (der Fortsetzung von Vater der Braut), unter der Regie von Douglas Sirk in dem Drama Was der Himmel erlaubt (mit Rock Hudson), unter der Regie von Helmut Käutner in dem Drama Ein Fremder in meinen Armen (mit Jeff Chandler), unter der Regie von Blake Edwards in der Komödie Männer über vierzig (mit Curd Jürgens) und unter der Regie von Frank Capra in der Tragikomödie Die unteren Zehntausend (mit Bette Davis und Glenn Ford).
Mehrfach spielte Rorke zudem in Filmen von Doris Day: in dem Thriller Mitternachtsspitzen (mit Rex Harrison als Days bösem Widerpart), in dem Filmmusical Das blonde Glück und in den Komödien Was diese Frau so alles treibt und Bettgeflüster.
1965 erhielt Rorke mit der Rolle des Psychiaters Col. Alfred E. Bellows eine der Hauptrollen in Sidney Sheldons Fantasy-Serie Bezaubernde Jeannie. Als Dr. Bellows ist er stets den Auswirkungen der Zaubereien des Flaschengeistes Jeannie (dargestellt von Barbara Eden) ausgesetzt, ohne je von dessen Existenz zu erfahren. Obwohl Bellows der Wahrheit oft gefährlich nahekommt, gelingt es Jeannie und ihrem „Meister“, dem Astronauten Tony Nelson (Larry Hagman), stets, ihn auszutricksen und an seinem Verstand zweifeln zu lassen. Bis zur Einstellung der Serie im Jahr 1970 wirkte Rorke in fast allen Folgen mit, ebenso in einem 1985 produzierten Fernseh-Special unter dem Titel Die Rückkehr der bezaubernden Jeannie, in der Bellows nunmehr als Pensionär das Geschehen deutlich ausgeglichener verfolgt. Dieser Film sollte zugleich die letzte Fernsehproduktion des schwer erkrankten Schauspielers werden.
Bis zu diesem Zeitpunkt hatte Rorke weit über 100 Film- und Fernsehrollen und zahlreiche Gastrollen in beliebten Fernsehserien wie Bonanza, Mr. Ed, Perry Mason, Mannix und Love Boat absolviert.

### Privatleben und Tod
Rorke pflegte eine langjährige Partnerschaft mit dem Produzenten Jus Addiss.
Mitte der 1980er Jahre erkrankte er an Morbus Kahler. Am 19. August 1987 erlag er im Alter von 76 Jahren diesem Leiden. Hayden Rorke wurde auf dem Friedhof „Holy Cross Cemetery“ in Culver City beigesetzt.

## Filmografie (Auswahl)
- 1943: This Is the Army
- 1949: Der Berg des Schreckens (Lust for Gold)
- 1949: Blutige Diamanten (Rope of Sand)
- 1949: Schwert in der Wüste (Sword in the Desert)
- 1950: Kim – Geheimdienst in Indien (Rudyard Kipling’s Kim)
- 1951: Ein Amerikaner in Paris (An American in Paris)
- 1951: Ein Geschenk des Himmels (Father’s Little Dividend)
- 1951: Der Gauner und die Lady (The Law and the Lady)
- 1951: Die Diebe von Marschan (The Prince Who Was a Thief)
- 1951: Der jüngste Tag (When Worlds Collide)
- 1951: Von Gier besessen (Inside Straight)
- 1952: Die letzte Entscheidung (Above and Beyond)
- 1952: Mädels ahoi (Skirts Ahoy!)
- 1953: Ein Lied, ein Kuß, ein Mädel (The Stars Are Singing)
- 1953: War es die große Liebe? (The Story of Three Loves)
- 1953: Das Gewand (The Robe)
- 1953: Flucht aus Shanghai (The South Sea Woman)
- 1954: Das blonde Glück (Lucky Me)
- 1955: Unternehmen Pelikan (The Eternal Sea)
- 1955: Was der Himmel erlaubt (All that Heaven Allows)
- 1958: Männer über vierzig (This Happy Feeling)
- 1959: Bettgeflüster (Pillow Talk)
- 1959: Ein Fremder in meinen Armen (A Stranger in My Arms)
- 1959: Wernher von Braun – Ich greife nach den Sternen
- 1960: Mitternachtsspitzen (Midnight Lace)
- 1961: Endstation Paris (Back Street)
- 1961: Sein Name war Parrish (Parrish)
- 1961: Tammy (Tammy Tell Me True)
- 1961: Die unteren Zehntausend (A Pocketful of Miracles)
- 1962: Sommer der Erwartung (Spencer’s Mountain)
- 1963: Was diese Frau so alles treibt (The Thrill of it all)
- 1964: Er kam nur nachts (The Night Walker)
- 1965–1970: Bezaubernde Jeannie (I Dream of Jeannie; Fernsehserie, 129 Folgen)
- 1971: Der barfüßige Generaldirektor (The Barefoot Executive)
- 1974: Petrocelli (Fernsehserie, Folge Counterploy)
- 1975: Lizzie Bordens blutiges Geheimnis (The Legend of Lizzie Borden) (Fernsehfilm)
- 1975/1976: Make-Up und Pistolen (Police Woman; Fernsehserie, zwei Folgen)
- 1976: Die Bankiers (The Moneychangers) (Fernsehminiserie)
- 1976: Wonder Woman (Fernsehserie, Folge The Pluto File)
- 1977: Love Boat (Fernsehserie, Folge Lost and Found)
- 1985: Bezaubernde Jeannie, 15 Jahre später (I Dream of Jeannie … 15 Years Later) (Fernsehfilm)